# Laajusjärvi
Laajusjärvi eller Laajus är en sjö i Finland. Den ligger i kommunen Kuusamo i landskapet Norra Österbotten, i den nordöstra delen av landet, 700 km norr om huvudstaden Helsingfors. Laajusjärvi ligger 265,3 meter över havet. Den är 1,78 meter djup. Arean är 1,48 kvadratkilometer och strandlinjen är 12,19 kilometer lång. Sjön  ingår i Koundaälvens huvudavrinningsområde. 